# Short Shetland
Le Short S.35 Shetland était un hydravion quadrimoteur britannique à long rayon d'action, construit par Short Brothers à Rochester, dans le Kent, pour une utilisation militaire durant la Seconde Guerre mondiale. Il a été conçu pour répondre à la spécification R.14 / 40 du ministère de l'Air britannique, relative à un hydravion de patrouille maritime à très long rayon d'action. Pour sa conception, Short a utilisé l'expérience acquise avec la production à grande échelle du Short S.25 Sunderland. La fin de la Seconde Guerre mondiale a empêché le Shetland d’entrer en production. Il fut le premier avion conçu avec un système électrique de 110 volts.

## Variantes
- Short S.35 Shetland I
- Short S.40 Shetland II

### Aéronefs comparables
- Blohm & Voss BV 222 Wiking
- Blohm & Voss BV 238
- Consolidated PB2Y Coronado
- Martin JRM Mars
- Kawanishi H8K